# Francisco Dantas
Francisco Dantas is een gemeente in de Braziliaanse deelstaat Rio Grande do Norte. De gemeente telt 3.008 inwoners (schatting 2009).